# Governo Rama I
Il Governo Rama I è stato il 65º governo dell'Albania, in carica dal 15 settembre 2013 al 15 settembre 2017. Si è formato in seguito alle elezioni parlamentari del 2013, che hanno visto la vittoria del Partito Socialista, dopo le sconfitte delle precedenti tornate elettorali.
A differenza dei successivi governi monocolore guidati dal socialista Edi Rama, questo esecutivo ha visto la partecipazione anche di membri del Movimento Socialista per l'Integrazione, alleato del Partito Socialista nella coalizione "Alleanza per un'Albania Europea

## Situazione parlamentare
| Camera    | Collocazione     | Partiti                     | Seggi    |
| --------- | ---------------- | --------------------------- | -------- |
| Assemblea | Maggioranza      | PSSH (65), LSI (16)         | 81 / 140 |
| Assemblea | Appoggio esterno | PBDNJ (1), PKD (1)          | 2 / 140  |
| Assemblea | Opposizione      | PDSH (50), PDIU (4), PR (3) | 57 / 140 |

## Composizione
Al momento dell'insediamento, il Governo era composto da 19 ministri (esclusi il Primo ministro e il vice Primo ministro), di cui tre senza portafoglio.
     Partito Socialista d'Albania
     Partito della Libertà d'Albania
     Partito Democratico d'Albania
     Indipendente
| Carica                                                                              | Titolare | Titolare | Titolare                                          | Partito politico | Partito politico |
| ----------------------------------------------------------------------------------- | -------- | -------- | ------------------------------------------------- | ---------------- | ---------------- |
| Primo ministro                                                                      |          |          | Edi Rama                                          | PSSH             |                  |
| Vice primo ministro                                                                 |          |          | Niko Peleshi (fino al 22/05/2017)                 | PSSH             |                  |
| Vice primo ministro                                                                 |          |          | Ledina Mandia (dal 17/01/2019)                    | Ind              |                  |
| Ministro delle finanze                                                              |          |          | Shkëlqim Cani (fino al 17/02/2016)                | PSSH             |                  |
| Ministro delle finanze                                                              |          |          | Arben Ahmetaj (dal 26/02/2016 al 22/05/2017)      | PSSH             |                  |
| Ministro delle finanze                                                              |          |          | Helga Vukaj (dal 22/05/2017)                      | Ind              |                  |
| Ministro degli affari interni                                                       |          |          | Saimir Tahiri (fino al 19/03/2017)                | PSSH             |                  |
| Ministro degli affari interni                                                       |          |          | Fatmir Xhafaj (dal 19/03/2017 al 24/05/2017)      | PSSH             |                  |
| Ministro degli affari interni                                                       |          |          | Dritan Demiraj (dal 24/05/2017)                   | Ind              |                  |
| Ministro della difesa                                                               |          |          | Mimi Kodheli                                      | PSSH             |                  |
| Ministro per gli affari esteri                                                      |          |          | Ditmir Bushati                                    | PSSH             |                  |
| Ministro dell'integrazione europea                                                  |          |          | Klajda Gjosha                                     | LSI              |                  |
| Ministro della giustizia                                                            |          |          | Nasip Naço (fino al 09/11/2015)                   | LSI              |                  |
| Ministro della giustizia                                                            |          |          | Ylli Manjani (dal 13/11/2015 al 31/01/2017)       | LSI              |                  |
| Ministro della giustizia                                                            |          |          | Petrit Vasili (dal 03/02/2017 al 21/05/2017)      | LSI              |                  |
| Ministro della giustizia                                                            |          |          | Gazment Bardhi (dal 22/05/2017)                   | PDSH             |                  |
| Ministro dei trasporti e delle infrastrutture                                       |          |          | Edmond Haxhinasto (fino al 09/09/2016)            | LSI              |                  |
| Ministro dei trasporti e delle infrastrutture                                       |          |          | Sokol Dervishaj (dal 09/09/2016)                  | LSI              |                  |
| Ministro dell'istruzione e dello sport                                              |          |          | Lindita Nikolla (fino al 22/05/2017)              | PSSH             |                  |
| Ministro dell'istruzione e dello sport                                              |          |          | Mirela Karabina (dal 22/05/2017)                  | Ind              |                  |
| Ministro dello sviluppo economico, del turismo, del commercio e dell'imprenditoria  |          |          | Arben Ahmetaj (fino al 17/02/2016)                | PSSH             |                  |
| Ministro dello sviluppo economico, del turismo, del commercio e dell'imprenditoria  |          |          | Milva Ekonomi (dal 26/02/2016)                    | PSSH             |                  |
| Ministro dello sviluppo urbano                                                      |          |          | Eglantina Gjermeni                                | PSSH             |                  |
| Ministro dell'agricoltura, dello sviluppo rurale e dell'amministrazione delle acque |          |          | Edmond Panariti                                   | LSI              |                  |
| Ministro della salute                                                               |          |          | Ilir Beqaj (fino al 19/03/2017)                   | PSSH             |                  |
| Ministro della salute                                                               |          |          | Ogerta Manastirliu (dal 24/03/2017 al 22/05/2017) | PSSH             |                  |
| Ministro della salute                                                               |          |          | Arben Beqiri (dal 22/05/2017)                     | Ind              |                  |
| Ministro del welfare sociale e della gioventù                                       |          |          | Erion Veliaj (fino all'11/05/2015)                | PSSH             |                  |
| Ministro del welfare sociale e della gioventù                                       |          |          | Blendi Klosi (dal 26/05/2015 al 19/03/2017)       | PSSH             |                  |
| Ministro del welfare sociale e della gioventù                                       |          |          | Olta Xhaçka (dal 24/03/2017 al 22/05/2017)        | PSSH             |                  |
| Ministro del welfare sociale e della gioventù                                       |          |          | Xhulieta Kërtusha (dal 22/05/2017)                | Ind              |                  |
| Ministro della cultura                                                              |          |          | Mirela Kumbaro                                    | PSSH             |                  |
| Ministro dell'energia e dell'industria                                              |          |          | Damian Gjiknuri                                   | PSSH             |                  |
| Ministro dell'ambiente                                                              |          |          | Lefter Koka                                       | LSI              |                  |
| Ministro di Stato per i rapporti con il Parlamento                                  |          |          | Ilirjan Celibashi (fino al 14/08/2014)            | PSSH             |                  |
| Ministro di Stato per i rapporti con il Parlamento                                  |          |          | Ermonela Felaj (dal 27/08/2014)                   | PSSH             |                  |
| Ministro di Stato per l'innovazione e la Pubblica Amministrazione                   |          |          | Milena Harito                                     | PSSH             |                  |
| Ministro di Stato per gli affari locali                                             |          |          | Bledar Çuçi (fino al 19/03/2017)                  | PSSH             |                  |
| Ministro di Stato per gli affari locali                                             |          |          | Eduard Shalsi (dal 24/03/2017)                    | PSSH             |                  |